# الطبول البعيدة (رواية)
رواية الطبول البعيدة (بالإنجليزية: The Faraway Drums) هي رواية للكاتب الأسترالي جون كليري. نشرت عام 1981. تدور أحداثها عن صحفي أمريكي وضابط مخابرات بريطاني يحاول وقف اغتيال الملك جورج الخامس في دلهي دوربار عام 1911. تم بيع حقوق الفيلم ولكن تم التخلي عنها بسبب تكلفته العالية.